# Kvelertak (álbum)
Kvelertak es el álbum debut de la banda noruega de metal extremo Kvelertak, publicado el 21 de junio de 2010 en Europa, a través de la discográfica Indie Recordings, y el 15 de marzo de 2011 en América del Norte, por The End Records. El álbum recibió en general buenas críticas por parte de crítica y público, consiguiendo un disco de oro en Noruega. Incluye los sencillos «Mjød» y «Blodtørst», y es el primer trabajo con el batería Kjetil Gjermundrød y el guitarrista Maciek Ofstad, que aún no habían ingresado en la banda cuando ésta lanzó el demo Westcoast Holocaust (2007). Kvelertak cuenta con la colaboración del líder de Taake, Hoest en uno de los temas y fue producido por Kurt Ballou, guitarrista y vocalista de la banda de metalcore Converge. El diseño de la portada fue realizado por John Baizley, vocalista y guitarrista de Baroness.
A pesar de que todas las canciones del álbum están cantadas en noruego, Kvelertak ganó reputación internacionalmente, llegando a aparecer en revistas especializadas en el género. En su primera semana de su publicación alcanzó la tercera posición en la lista noruega de álbumes. Kvelertak consiguió dos premios Spellemann por este trabajo: mejor álbum rock y mejor debut.

## Grabación
Tras la publicación del demo Westcoast Holocaust en 2007, la banda, por aquel entonces formada por el vocalista Erlend Hjelvik, los guitarristas Bjarte Lund Rolland y Vidar Landa y el batería Marvin Nygaard, decidió contratar nuevos miembros para completar su formación. El primero de ellos fue el tercer guitarrista Anders Mosness y el siguiente, el batería Kjetil Gjermundrød (Nygaard pasó a encargarse del bajo). En febrero grabaron cinco nuevas canciones en los estudios Caliban de Oslo, donde contaron con la colaboración de dos vocalistas: Nattefrost, líder de Carpathian Forest, en «Fossegrim» e Ivar Nikolaisen, de Silver, en «Blodtørst». En verano, Mosness dejó Kvelertak para concentrarse en Purified in Blood; el elegido para reemplazarle fue Maciek Ofstad. Además de anunciar al nuevo guitarrista, la banda también publicó en su Myspace dos nuevas canciones, «Ordsmedar av Rang» (grabada en los estudios Bekk en Stavanger) y «Liktorn» (grabada en los estudios Caliban).
Tras realizar algunas actuaciones en festivales como el Roskilde, el Øyafestivalen o el Hole in the Sky, en diciembre fueron contratados por la discográfica Indie Recordings.
En febrero de 2010, Kvelertak fue a los estudios Godcity de Boston para grabar su álbum debut bajo la producción de Kurt Ballou de Converge. El álbum fue grabado con once temas, incluyendo «Mjød» que ya había aparecido en su demo de 2007. Aunque algunos temas habían sido grabados en estudios de Noruega, fueron de nuevo grabados en Boston, como es el caso de «Fossegrim» o «Blodtørst», este último volvió a contar con la colaboración de Ivar Nikolaisen. Otras tres canciones cuentan con vocalistas invitados: Hoest de Taake en «Ulvetid», Ryan McKenney de Trap Them en «Offernatt» y Andreas Tylden en «Nekroskop».

## Diseño artístico

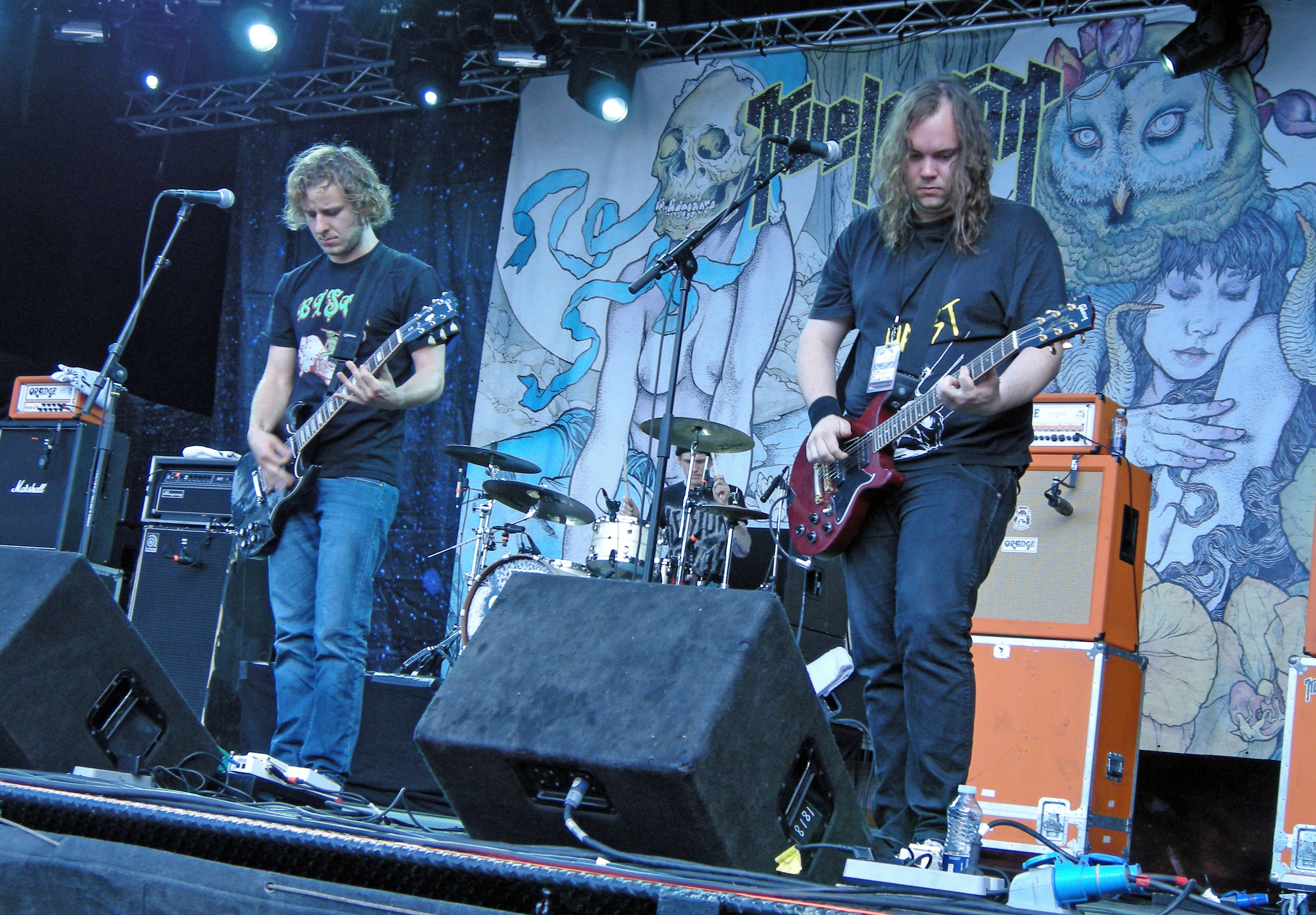
Kvelertak con la portada del álbum como telón de fondo.

La portada del álbum fue realizada por John Dyer Baizley, vocalista y guitarrista de Baroness, que había trabajado con Kylesa y Darkest Hour. En ella aparece una criatura con cabeza de búho, con flores en la cabeza y con tentáculos como extremidades. Entre éstas aparecen dos mujeres desnudas. El fondo de la portada es un bosque con un solo árbol y varias flores. En la contraportada continúa el dibujo con una mujer con una falda azul, pecho desnudo y cabeza de esqueleto con un gorro azul. Marius Svaleng Andresen de la web musical noruega Ballade dijo: «parece como si el pintor checo Alfons Mucha la hubiera realizado bajo los efectos de sustancias alucinógenas. Es art nouveau con un toque más morboso». Según el vocalista Erlend Hjelvik, Baizley hizo la portada basándose en las letras, además el grupo le pidió que incluyera un búho, que era el animal que aparecía en su logo, diseñado por Justin Bartlett. Fragmentos de la portada fueron utilizados en las carátulas de los sencillos «Mjød» y «Blodtørst».

## Publicación
En mayo de 2010, se publicó para descarga digital el primer sencillo del grupo, «Mjød», con su correspondiente videoclip. El vídeo de la canción se rodó en siete días, bajo la dirección de Fredrik Hana. Este tema fue incluido en la película The Troll Hunter.
El 21 de junio del mismo año, Kvelertak se publicó a través de Indie Recordings. En la primera semana de su publicación alcanzó la tercera posición de la lista noruega de álbumes por detrás de Hellbillies y Eminem. A pesar del éxito en Noruega, el álbum no entró en ninguna otra lista de éxitos nacional. En julio, Kvelertak fue certificado como disco de oro por la venta de más de 15 000 copias en Noruega.
El 20 de abril de 2011, estrenaron su segundo videoclip, «Ordsmedar Av Rang», que contiene escenas en directo de la banda y al igual que su antecesor lo dirigió Fredrik Hana. Un tercer vídeo musical, «Blodtørst», se estrenó el 21 de septiembre. Fue dirigido por Torjus Førre Erfjord y contiene escenas animadas.
El 23 de septiembre del mismo año, fue publicado una edición especial limitada del álbum. Esta edición incluye, además del disco original, cuatro temas en directo y dos demos, así como un DVD con los tres videoclips, grabaciones en directo en Trondheim y un documental de la grabación del álbum.

## Recepción crítica
Kvelertak recibió en general buenas críticas. Eduardo Rivadavia de Allmusic dijo que «cuando crees que todo los subgéneros del rock & roll ya ha sido mezclados entre sí y no hay ninguna otra alternativa, llega una banda como Kvelertak para enderezar el rumbo», destacando además que en algunos temas la banda suena como Thin Lizzy, AC/DC y Mayhem, y finalizando la crítica diciendo que «Kvelertak se encuentra entre los mejores álbumes de metal extremo de 2010» y «el metal rara vez ha sonado tan divertido». Scott Alisoglu de Blabbermouth dijo que «tratar de mencionar todas las influencias de Kvelertak es absurdo, todo lo que se necesita saber es que esta banda escribe temas ruidosos, inquietos, oscuros y metálicos más adictivos que la metanfetamina» y destacó temas como «Sjøhyenar (Havets Herrer)», «Ordsmedar Av Rang» y «Blodtørst», que describió «como si dos bandas noruegas realizaran un tributo a New York Dolls y The Runaways». Chad Bowar de About escribió que «Kvelertak es maravilloso, con grandes riffs de guitarra, melodías pegadizas, y con una gran agresividad. Las canciones son divertidas, pero con un toque de la actitud punk».
En la edición de 2010 de los premios Spellemann, el galardón más importante que entrega la industria musical noruega, Kvelertak ganó en las categorías de mejor álbum rock y mejor álbum debut. El álbum también fue nominado al Nordic Music Prize (premio otorgado al mejor álbum nórdico), aunque el ganador fue Go del islandés Jónsi.

## Gira

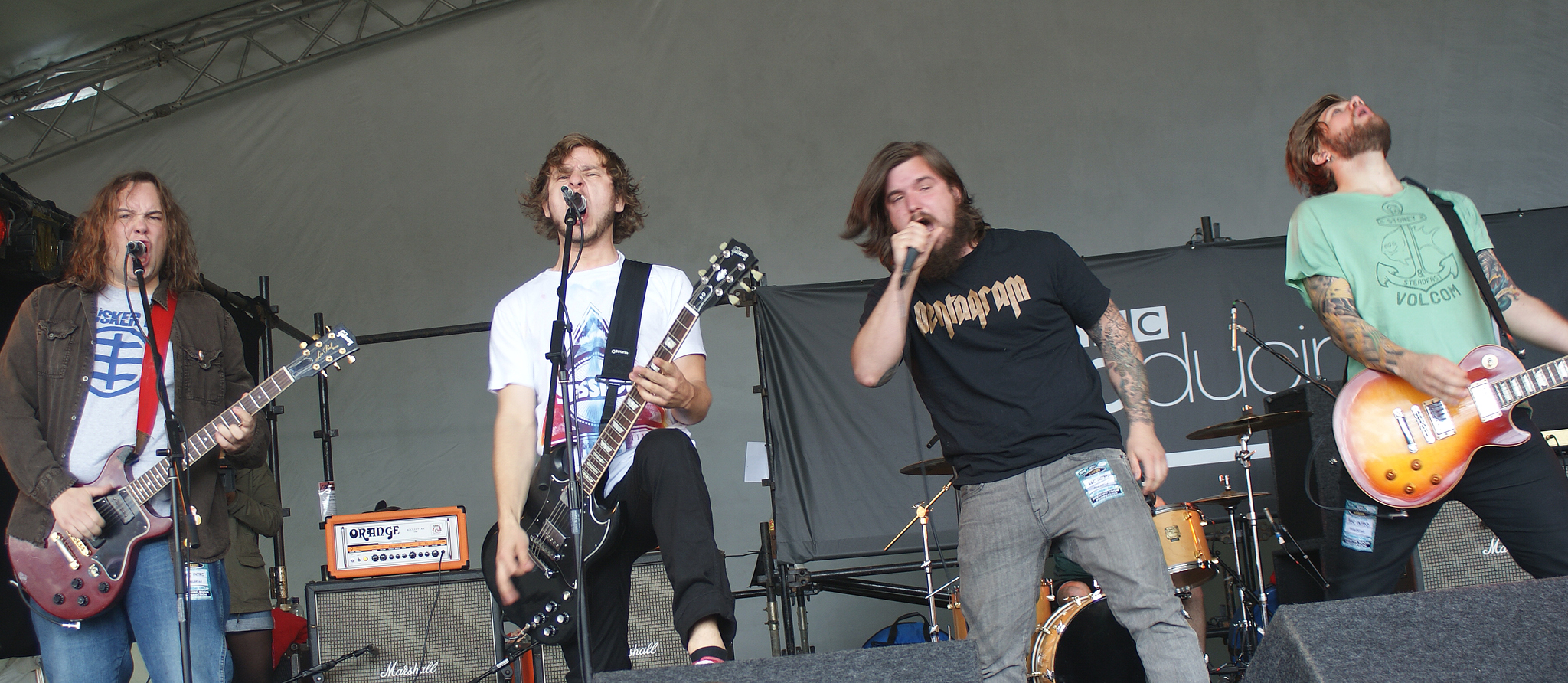
Kvelertak actuando en el festival de Leeds, en agosto de 2010.

La primera actuación de Kvelertak tras la publicación de su álbum debut fue en la inauguración del festival de Hove, el 29 de junio. En julio, comenzaron la gira Axe to Fall 2010 como teloneros de Converge y Kylesa. La primera semana, entre el 10 y el 17 de julio, realizaron seis fechas en Reino Unido y una en Irlanda. Las siguientes semanas la gira pasó por Alemania (seis fechas), Suecia (tres), Francia (tres), Bélgica, Suiza, Italia (dos), Polonia, Austria (dos) y Croacia. La gira Axe to Fall terminó el 12 de agosto en el recinto Stadthalle de Viena.
El 27 de agosto, Kvelertak actuaron en el festival de Leeds junto a bandas como Guns N' Roses, Arcade Fire y Queens of the Stone Age. En septiembre y octubre, realizaron varias actuaciones en distintas ciudades de Noruega, en algunas de ellas con Purified in Blood (banda de su exguitarrista, Anders Mosness) como teloneros. Los dos siguientes meses realizaron una gira europea junto a Coliseum y Bison B. C.
En 2011, Kvelertak continuó realizando actuaciones en directo. Los dos primeros meses del año fueron principalmente en la península escandinava. El 5 de marzo, la banda realizaría su primera actuación en Norteamérica, en el Scion Rock Fest, donde compartiría escenario con bandas como Morbid Angel y Obituary. Pero la actuación debió ser cancelada porque los pasaportes de los seis miembros del grupo desaparecieron. El vocalista Erlend Hjelvik explicó la situación al diario Dagbladet:

Jeg satte meg ned for å ta en matbit på Burger King på togstasjonen, og plutselig oppdaget jeg at sekken med seks pass som jeg hadde satt ved siden av meg i sofaen var borte.

La noche del viernes (4 de marzo) me paré a tomar una hamburguesa en el Burger King de la estación de tren de Oslo. Cuando me dirigí a mi asiento me encontré con que la mochila con los pasaportes ya no estaba.

Además de la actuación en el Scion Rock Fest, una gira norteamericana con Weedeater y Zoroaster también debió ser cancelada.
En abril, la banda comenzó la gira británica Through the Noise con Comeback Kid, The Ghost Inside y Gravemaker. El mes siguiente la gira se extendió al resto de Europa. El 24 de junio, Kvelertak actuó como banda telonera de Foo Fighters en el Telenor Arena de Oslo. Tras el concierto, Dave Grohl, líder de Foo Fighters, sorprendió a los miembros de Kvelertak con la entrega de un disco de oro por la venta de más de 15 000 copias de su álbum debut.
Tras actuar en varios festivales veraniegos como el Wacken, el Graspop o el Sonisphere, Kvelertak realizó una gira estadounidense en octubre y otra en Europa los dos meses siguientes.

## Lista de canciones
Todas las canciones escritas y compuestas por Kvelertak

| N.º   | Título                      | Duración |  |
| 1.    | «Ulvetid»                   | 3:29     |  |
| 2.    | «Mjød»                      | 2:30     |  |
| 3.    | «Fossegrim»                 | 3:32     |  |
| 4.    | «Blodtørst»                 | 3:37     |  |
| 5.    | «Offernatt»                 | 4:29     |  |
| 6.    | «Sjøhyenar (Havets Herrer)» | 4:50     |  |
| 7.    | «Sultans of Satan»          | 4:35     |  |
| 8.    | «Nekroskop»                 | 5:10     |  |
| 9.    | «Liktorn»                   | 5:35     |  |
| 10.   | «Ordsmedar Av Rang»         | 4:27     |  |
| 11.   | «Utrydd Dei Svake»          | 6:22     |  |
| 48:42 |                             |          |  |

| CD edición especial |                                                 |          |  |
| N.º                 | Título                                          | Duración |  |
| 12.                 | «Fossegrim» (BBC Sessions 2010)                 | 3:25     |  |
| 13.                 | «Sjøhyenar (Havets Herrer)» (BBC Sessions 2010) | 4:33     |  |
| 14.                 | «Blodtørst» (BBC Sessions 2010)                 | 3:43     |  |
| 15.                 | «Mjød» (BBC Sessions 2010)                      | 2:58     |  |
| 16.                 | «Ordsmedar av Rang» (Demo)                      | 4:03     |  |
| 17.                 | «Utrydd dei Svake» (Demo)                       | 6:36     |  |
| 70:40               |                                                 |          |  |

| DVD edición especial |                                       |          |  |
| N.º                  | Título                                | Duración |  |
| 1.                   | «Grabación Kvelertak»                 | 20:03    |  |
| 2.                   | «Mjød» (Videoclip)                    | 2:58     |  |
| 3.                   | «Making of “Mjød”»                    | 5:04     |  |
| 4.                   | «Comentarios del director de “Mjød”»  | 5:57     |  |
| 5.                   | «Blodtørst» (Videoclip)               | 3:43     |  |
| 6.                   | «Ordsmedar av Rang» (Videoclip)       | 4:03     |  |
| 7.                   | «Nekroskop» (en directo en Trondheim) | 7:05     |  |
| 8.                   | «Offernatt» (en directo en Trondheim) | 4:46     |  |
| 9.                   | «Liktorn» (en directo en Trondheim)   | 4:34     |  |
| 56:53                |                                       |          |  |

## Créditos
| Kvelertak - Erlend Hjelvik - vocalista - Vidar Landa - guitarrista - Bjarte Lund Rolland - guitarrista - Maciek Ofstad - guitarrista - Marvin Nygaard - bajista - Kjetil Gjermundrød - batería - Anders Mosness - guitarrista (en las pistas 16 y 17) Músicos de sesión - Ryan McKenney - vocalista (en «Offernatt») - Hoest - vocalista (en «Ulvetid») - Ivar Nikolaisen - vocalista (en «Blodtørst») - Andreas Tylden - vocalista (en «Nekroskop») | Producción - Kurt Ballou - grabación y mezcla - Alan Douches - masterización - Marcelo HVC - diseño - John Dyer Baizley - arte HoestRyan McKenneyKurt BallouJohn Dyer Baizley |